# جي إيه بونكو
جي بونكو  (باليابانية : GA文庫) هو شركة نشر يابانية تابعة لشركة أس بي كريتيف مختصة بنشر المانغا والروايات الخفيفة منذ عام 2006؛ للمراهقين الذكور تحت سن العشرين.

## روابط خارجية
- موقع GA Bunko الرسمي نسخة محفوظة 2007-10-11 على موقع واي باك مشين. باللغة اليابانية